# Origanum vogelii
Origanum vogelii là một loài thực vật có hoa trong họ Hoa môi. Loài này được Greuter & Burdet mô tả khoa học đầu tiên năm 1985.